# Zemsta frajerów – następne pokolenie
Zemsta frajerów – następne pokolenie (ang. Revenge of the Nerds: The Next Generations) – kontynuacja filmu Zemsta frajerów w raju.

## Fabuła
Film opowiada o losach potomków frajerów z Lambda-Lambda-Lambda oraz siłaczy z AlfaBeta.

## Obsada
| Aktor            | Rola                    |
| ---------------- | ----------------------- |
| John Pinette     | Trevor Gulf             |
| Richard Israel   | Ira Poppus              |
| Julia Montgomery | Betty Skolnick          |
| Curtis Armstrong | Dudley Dawson           |
| Ted McGinley     | Stan Gable              |
| Robert Carradine | Lewis Skolnick          |
| Grant Heslov     | Mason                   |
| Henry Cho        | Steve Toyota            |
| Gregg Binkley    | Harold Skolnick         |
| Chi McBride      | Malcolm Penninghton III |
| Clancy Brown     | Clarence                |
| Brian Tochi      | Toshiro Takashi         |
| Tim Conlon       | Adam Price              |
| Jennifer Bassey  | Ruth                    |
| Sean Whalen      | Harold Wormser          |